# César Amaro
César Nicanor Amaro Carlevaro (Montevideo, 25 de octubre de 1948 - Montevideo, 31 de julio de 2012) fue un guitarrista y compositor uruguayo, alumno del Maestro Abel Carlevaro.

## Biografía
César nació en Montevideo en 1948. Empezó sus estudios de guitarra a los once años, teniendo como profesor a su tío Abel Carlevaro, hermano de su madre. Continuó con él hasta que perfeccionó su técnica, mientras que, al mismo tiempo, estudiaba armonía y composición en el Conservatorio Nacional de la Universidad de la República.
Falleció en 31 de julio de 2012 en Montevideo a causa de un cáncer de pulmón. Sus restos descansan en el Cementerio del Buceo.

## Discografía
- Serie Recital César Amaro (Vol.1) (casete. Orfeo. 1982)
- Interpreta a Agustín Barrios - Leyenda Guarani (castete Ayuí / Tacuabé. 1994)
- Bach - Scarlatti - Bach (Sello Gemecs. Barcelona. 1997)
- Agustín Barrios por César Amaro (Vol. 1) (Sello AgArAbAi. 2002)
- Agustín Barrios por César Amaro (Vol. 2) (Sello AgArAbAi. 2002)
- Astor Piazzolla en la guitarra de César Amaro (Sello AgArAbAi. 2005)